# Ґожухово (Куявсько-Поморське воєводство)
Ґожухово (пол. Gorzuchowo, нім. Gottersfeld) — село в Польщі, у гміні Стольно Хелмінського повіту Куявсько-Поморського воєводства.
Населення — 190 осіб (2011).
У 1975-1998 роках село належало до Торунського воєводства.

## Демографія
Демографічна структура станом на 31 березня 2011 року:
|          | Загалом | Допрацездатний вік | Працездатний вік | Постпрацездатний вік |
| -------- | ------- | ------------------ | ---------------- | -------------------- |
| Чоловіки | 91      | 18                 | 68               | 5                    |
| Жінки    | 99      | 28                 | 61               | 10                   |
| Разом    | 190     | 46                 | 129              | 15                   |